# 弗納里斯 (加利福尼亞州)
弗納里斯（英語：Vernalis）是位於美國加利福尼亞州聖華金縣的一個非建制地區。該地的面積和人口皆未知。

## 地理
弗納里斯的座標為37°37′51″N 121°17′14″W / 37.63083°N 121.28722°W，而該地的平均海拔高度為32米（即105英尺）。